# Ignacy Hadayat Allah
Ignacy Hadayat Allah (ur. ?, zm. ?) – w latach 1597–1639 101. syryjsko-prawosławny Patriarcha Antiochii. 